# 上矢りせ
上矢 りせ（かみや りせ、1983年11月22日 - ）は、愛知県名古屋市を中心に活動する女性ファッションモデル、タレント。セントラルジャパン所属。

## 来歴
三重県に出生。享栄高等学校、名古屋デジタル・アート専門学校卒業。卒業後現事務所にスカウトされ、モデルとして活動。

## 出演

### テレビ
- おウチどき!（名古屋テレビ）
- オーシャンズTV（東海テレビ）
- リサッチ （東海テレビ）
- スマイルリポート（テレビ愛知）
- ごきげん!ブランニュ （ABCテレビ）
- ごりやくさん（KBS京都） - 「第16回飛騨一宮水無神社」旅人（2020年1月）

### スチール
- JR東海
- NTTドコモ
- ダリヤ
- 松坂屋
- BUFFALO
- リゾートトラスト
- マガシーク

### CM
- ヒマラヤ
- 東邦ガス
- ラグーナテンボス

### イメージガール
- ウィラートラベルイメージガール
- WIN-CHU SUZUKI レーシングメイツ